# Station Goncelin
Station Goncelin is een spoorwegstation in de Franse gemeente Goncelin.